# Phyllium
Genre
Phyllium (les phyllies) est un genre de phasmes dont les espèces ont l'aspect de feuilles d'arbres. Ces espèces se rencontrent de l'Australie jusqu'en Inde, en Chine et aux Philippines.

## Description, comportement
Les espèces de Phyllium peuvent mesurer jusqu'à une dizaine de centimètres de long. Elles ont l'aspect de feuilles, ce qui leur procure un excellent camouflage dans les arbres et arbustes où elles vivent. Les œufs ressemblent à de petites graines, et les petits ont généralement une coloration différente qui rappelle celle des petites feuilles. Les feuilles constituent d'ailleurs le quotidien de leur alimentation.
Le dimorphisme sexuel est très marqué : les mâles sont en général plus petits, ont des antennes nettement plus longues et peuvent voler, ce qui n'est pas le cas des femelles.

## Élevage en captivité
On rencontre plusieurs espèces de ce genre en captivité (terrariophilie) car certaines sont relativement simples à élever.
La taxinomie des espèces de phyllies évoluant actuellement, des divergences entre chercheurs existent, et des modifications sont à prévoir.

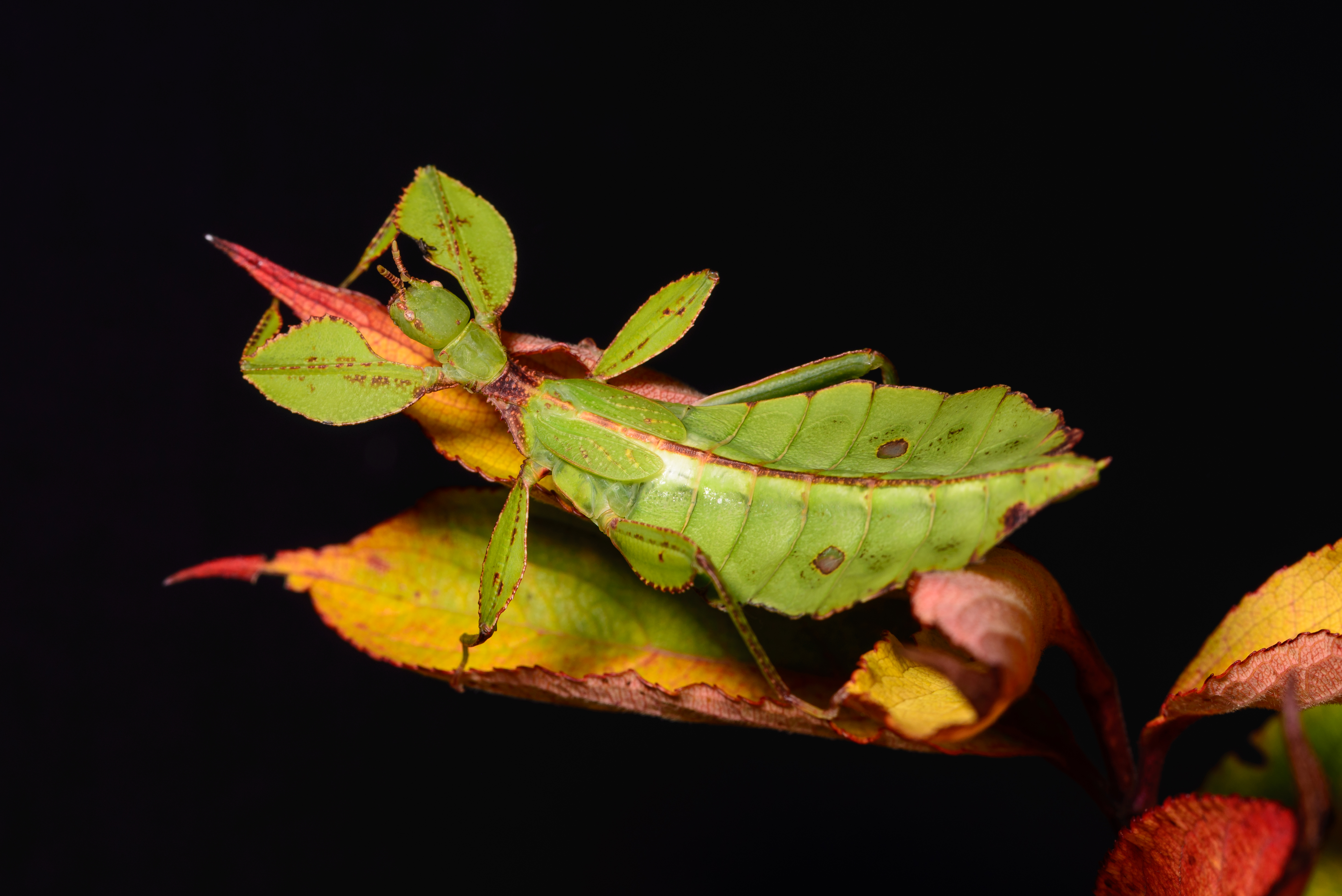
Phyllium philippinicum

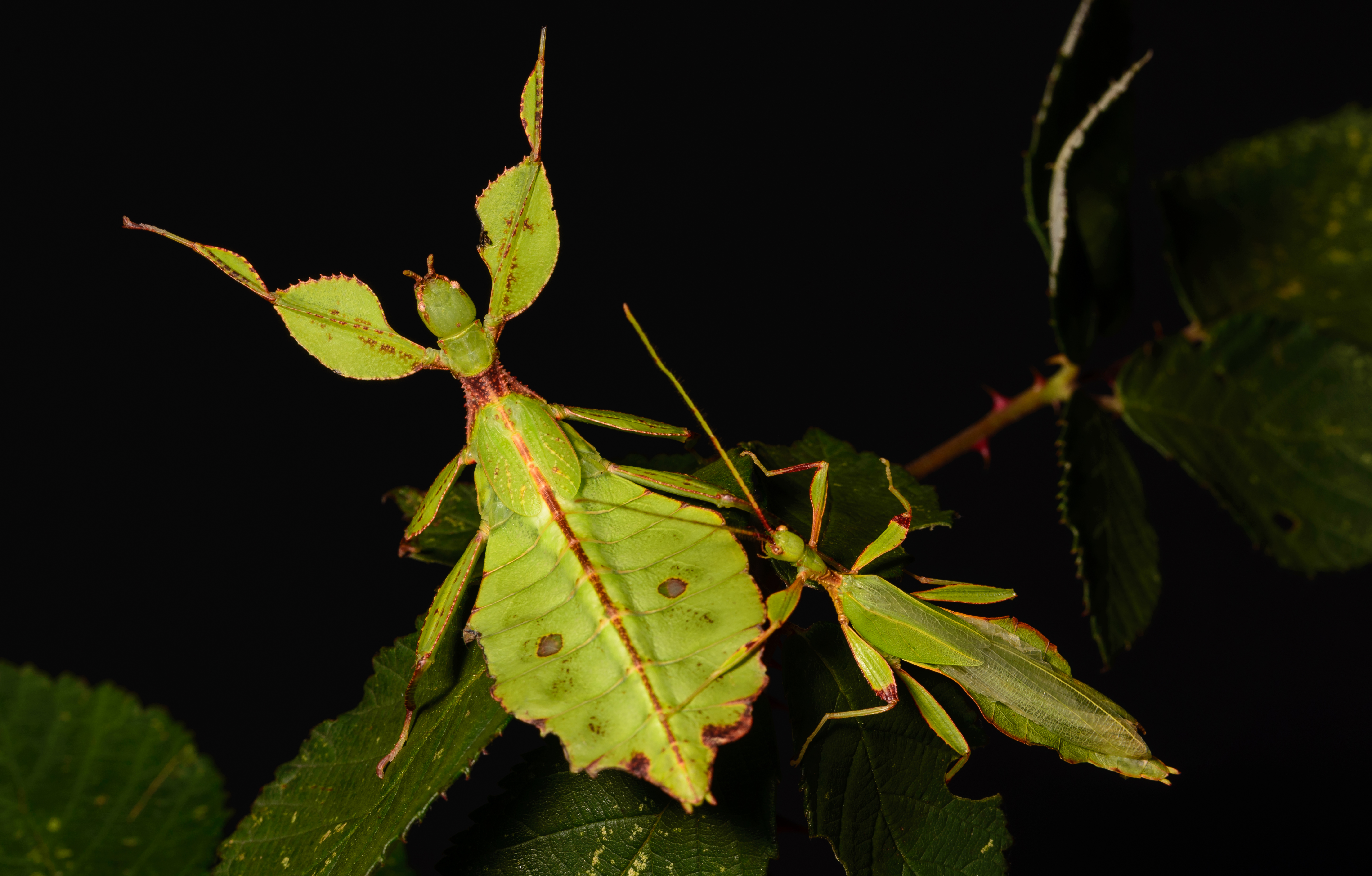
Phyllium philippinicum (femelle stade larve à gauche et mâle adultes à droite)

## Liste des sous-genres et espèces
Selon BioLib (28 déc. 2014) :
- sous-genre Phyllium (Phyllium) Illiger, 1798
  - Phyllium athanysus Westwood, 1859
  - Phyllium bilobatum Gray, 1843
  - Phyllium brevipennis Grösser, 1992
  - Phyllium caudatum Redtenbacher, 1906
  - Phyllium celebicum deHaan, 1842
  - Phyllium chitoniscoides Grösser, 1992
  - Phyllium drunganum Yang, 1995
  - Phyllium elegans Grösser, 1991
  - Phyllium frondosum Redtenbacher, 1906
  - Phyllium geryon Gray, 1843
  - Phyllium hausleithneri Brock, 1999
  - Phyllium jacobsoni Rehn & Rehn, 1934
  - Phyllium keyicum Karny, 1914
  - Phyllium palawanensis Grösser, 2001
  - Phyllium parum Liu, 1993
  - Phyllium pusillum Rehn & Rehn, 1934
  - Phyllium rarum Liu, 1993
  - Phyllium siccifolium (Linnaeus, 1758)
  - Phyllium westwoodi Wood-Mason, 1875
  - Phyllium woodi Rehn & Rehn, 1934
  - Phyllium yunnanense Liu, 1993
  - Phyllium zomproi Grösser, 2001
- sous-genre Phyllium (Pulchriphyllium) Griffini, 1898
  - Phyllium asekiensis Grösser, 2002
  - Phyllium bioculatum (Gray, 1832)
  - Phyllium exsectum Zompro, 2001
  - Phyllium giganteum Hausleithner, 1984
  - Phyllium groesseri Zompro, 1998
  - Phyllium schultzei Giglio-Tos, 1912
  - Phyllium sinensis Liu, 1990
  - Phyllium tibetense Liu, 1993

## Galerie

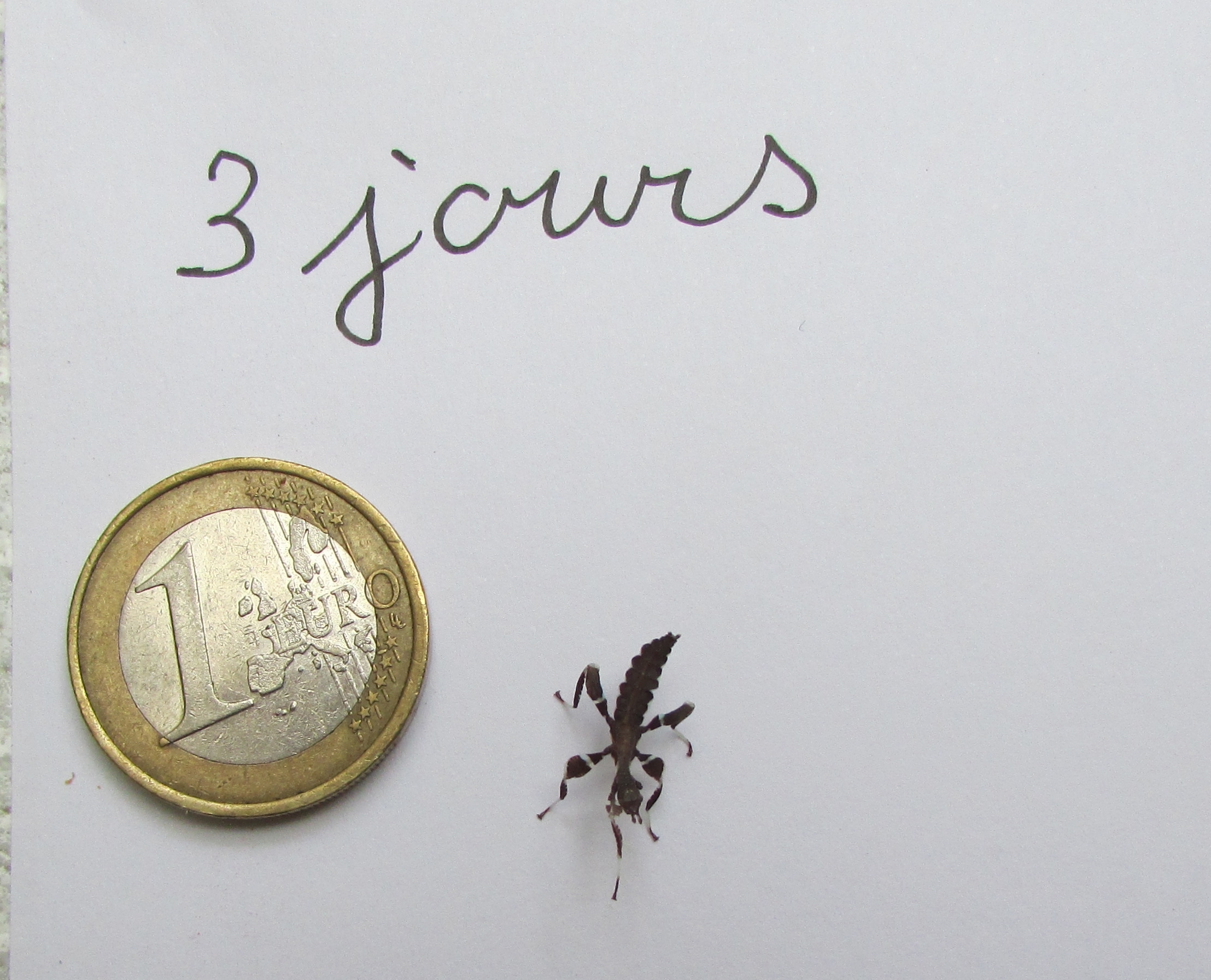
Phasme âgé de 3 jours.
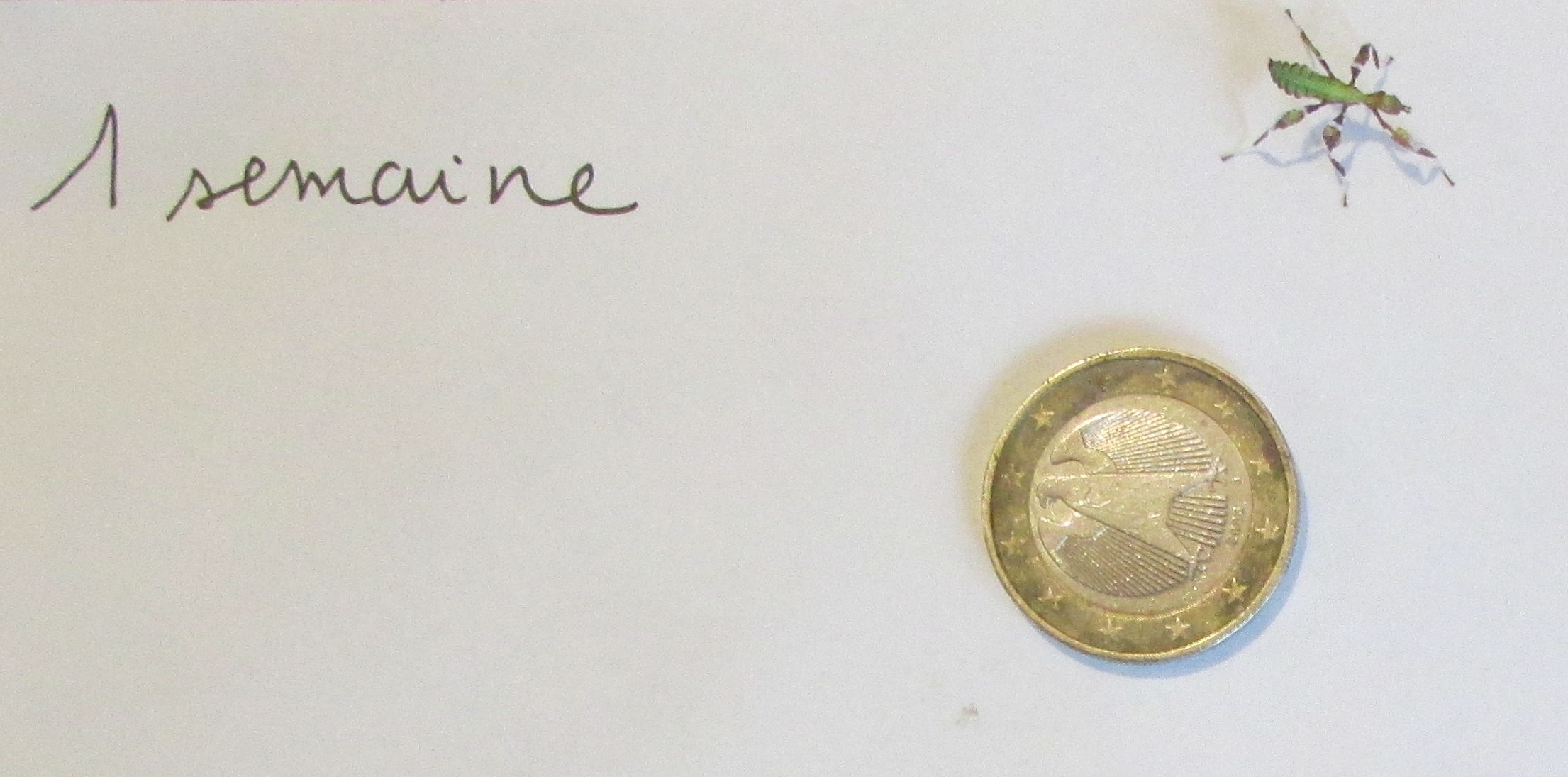
Phasme âgé d'une semaine: il prend une couleur verte.
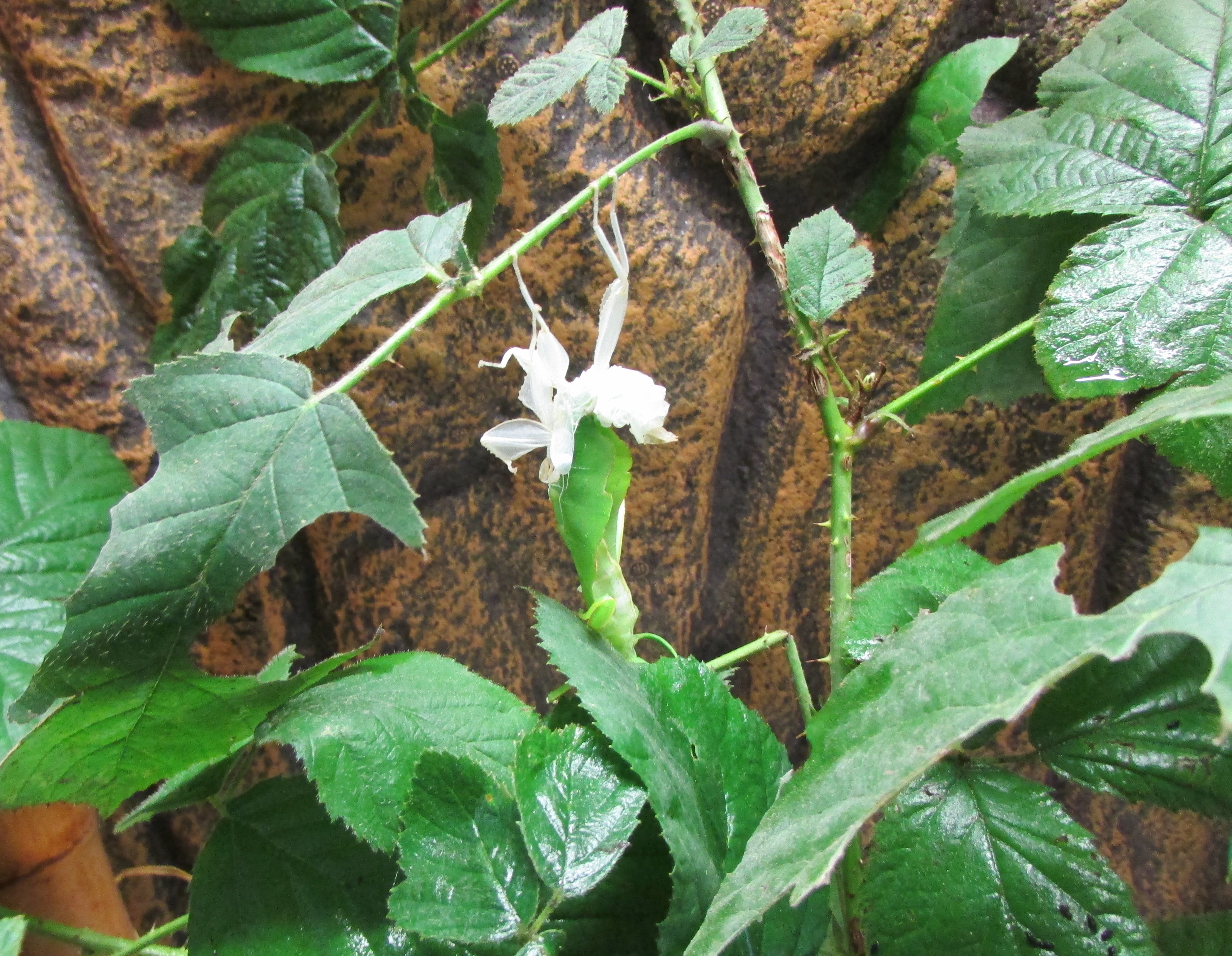
Phasme en train de muer.
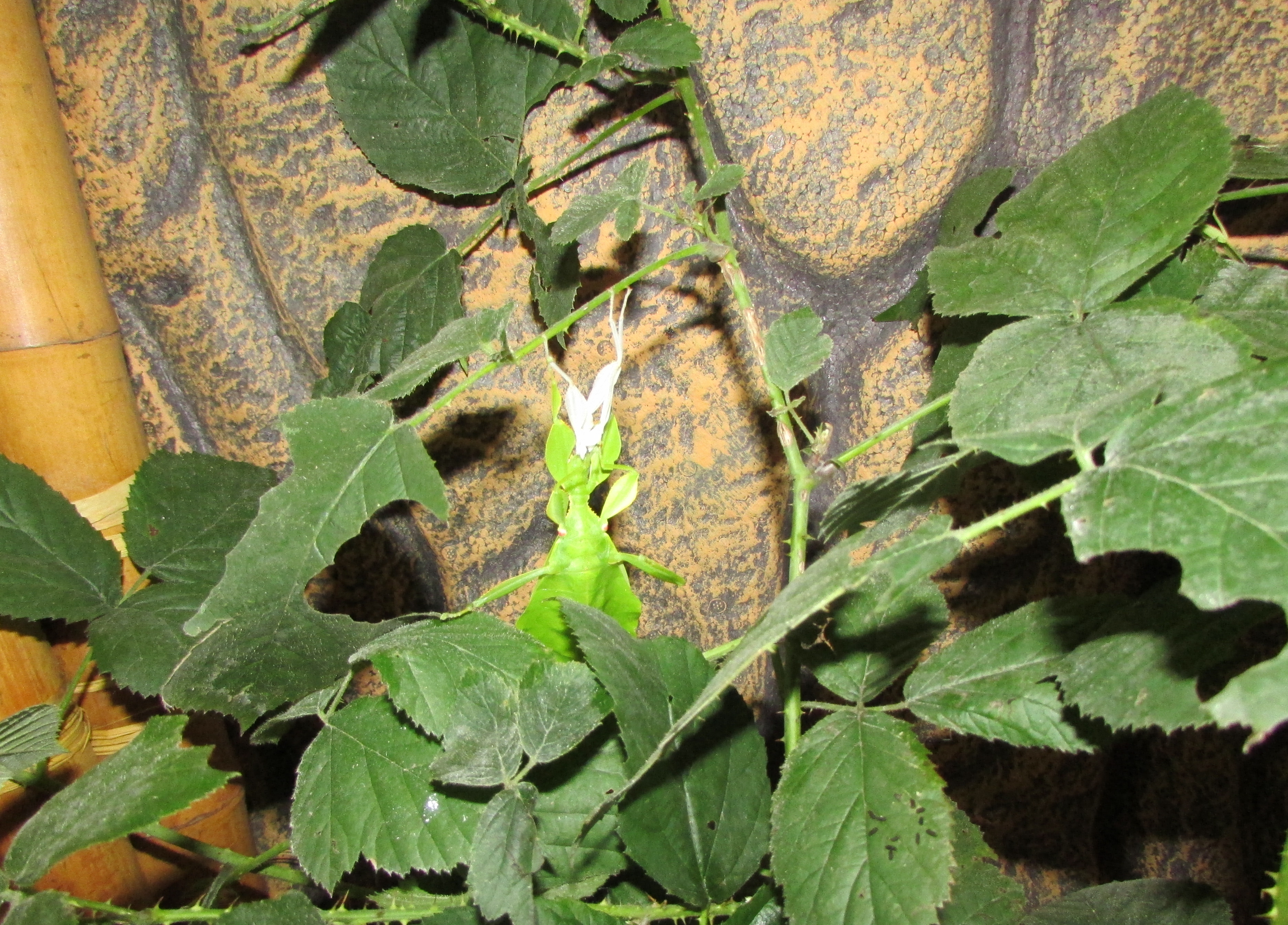
Phasme en train de dévorer sa mue de chitine.
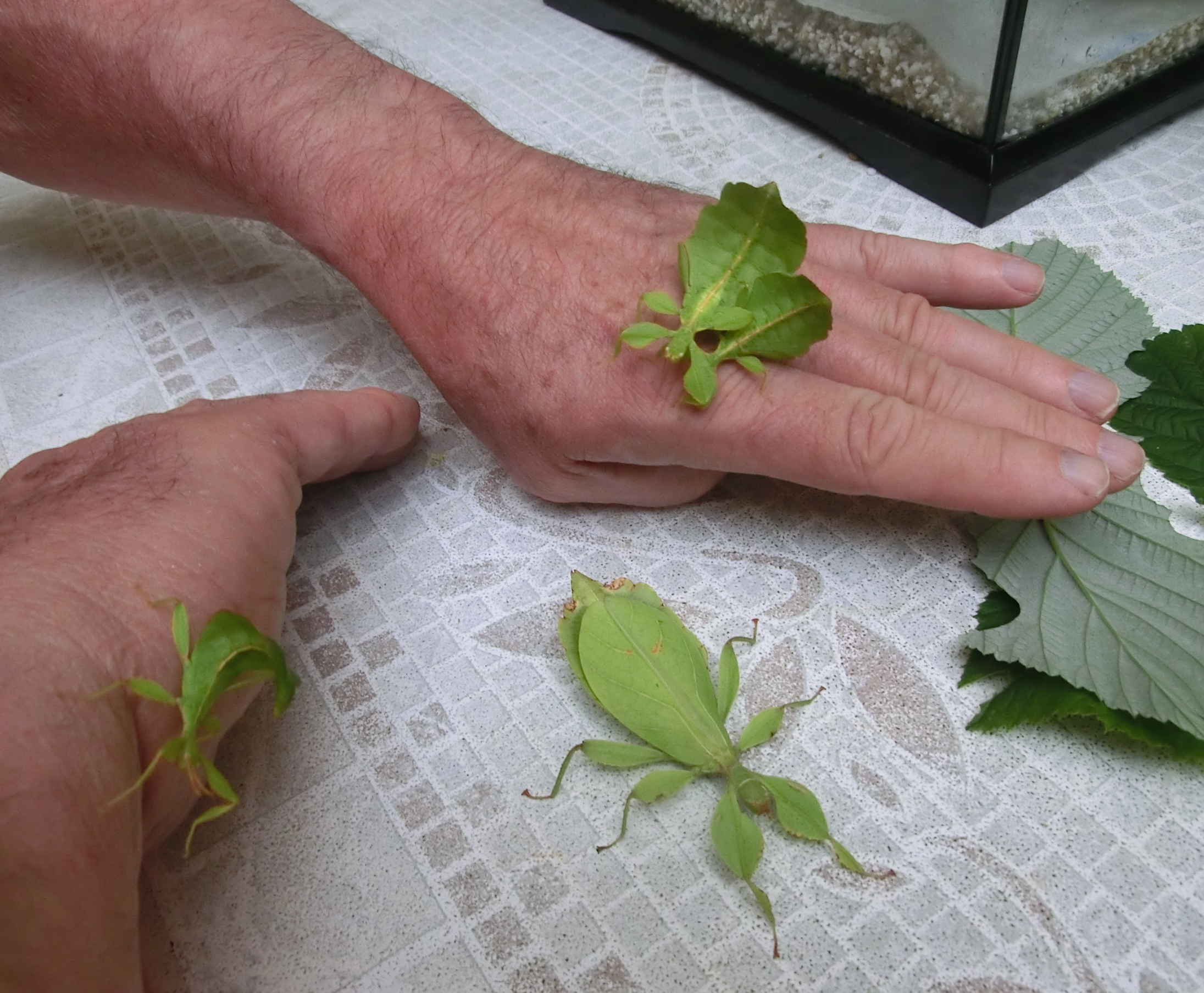
Phasmes femelles en liberté.
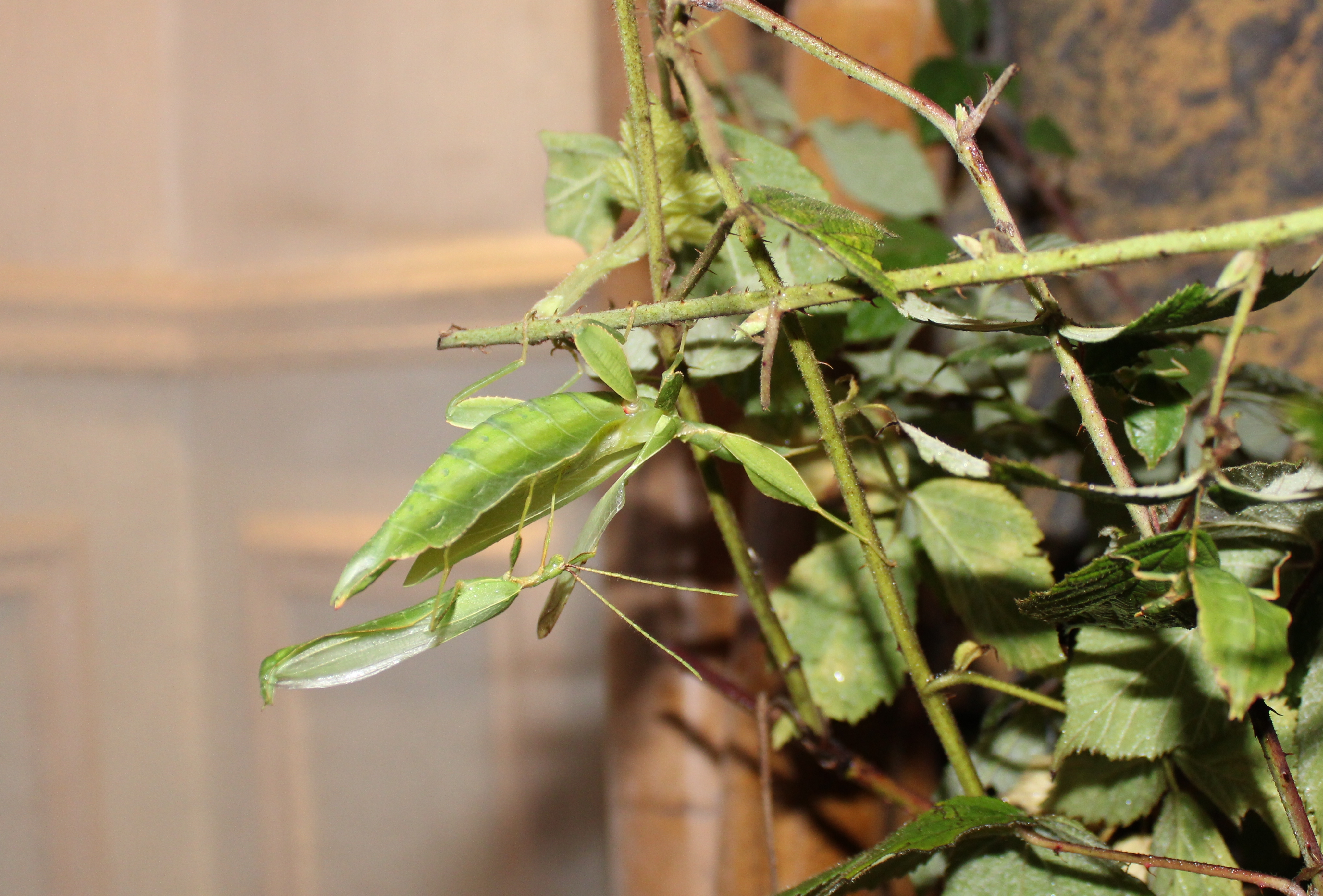
Phasme mâle prêt à féconder une femelle.